# Pierre Théophile Junca
Pour les articles homonymes, voir Junca.
Pierre Théophile Junca dit Junca (1810-1882) est un éditeur et imprimeur français, qui fut aussi agent de change.

## Biographie
Fils d'un directeur divisionnaire des Postes militaires et de Marie-Cécile Olive, Pierre Théophile Junca est né à Bayonne le 23 août 1810. Il a pour ami d'enfance le peintre Bernard-Romain Julien, et Junca épousera la sœur de sa femme. Ils sont donc beaux frères.
La femme de Pierre Théophile Junca, Louise Cécile Latrilhe est la sœur de Louise Hermine Latrilhe, mère du cardinal Lavigerie. Le cardinal Lavigerie et Pierre Théophile Junca sont donc cousins germains.
Vers 1830, il monte à Paris, devient garde national lors des journées de Juillet puis, grâce à Julien, est employé par la maison Aubert & Cie, cofondée par Gabriel Aubert (1784-1847) et Charles Philipon, éditeurs du Charivari et de La Caricature. Junca devient alors lithographe, et signe les productions d'Aubert. Bientôt, il est associé dans la maison. En avril 1835, il sollicite un brevet d'imprimeur-lithographe, avec pour parrains Charles Motte et Lemercier, et s'installe au 6 passage Saulnier, puis galerie Colbert. Son association avec Aubert semble s'arrêter à la fin de 1837. Sa propre entreprise prend fin avant octobre 1840, puisqu'à cette date, il retourne à Bayonne pour y devenir agent de change ; cependant c'est seulement en 1851 que son brevet de lithographe est rendu caduque.
En 1833, il s'était vu confirmer par la justice qu'il est bien l'héritier d'une importante rente viagère inscrite à son profit par deux parents (Pierre, un parent éloigné) et Dominique Junca, son père — sans doute ici, l'origine de ses capitaux.
Candidat malheureux aux élections départementales de 1848, il ouvre à Dax, en 1852, une filiale de la Compagnie générale des caisses d'escompte, fondée par Antoine Prost, qui fait faillite en 1858, non sans scandale. Après avoir relancé un nouvel établissement financier, il fait de nouveau faillite en octobre 1862.
Le 3 octobre 1872, son épouse, née Louise Cécile Latrilhe, meurt à Biarritz.
Accablé de dettes, il fuit en Espagne mais revient en France pour y mourir en 1882 (lieu et date de décès inconnus).